# Liste der Studentnationen in Helsinki
In Helsinki gibt es derzeit 15 Studentnationen oder auf Finnisch Osakunta, in denen die Studenten der Universität Helsinki organisiert sind. Davon sind die ersten vier für schwedischsprachige Studenten, die weiteren elf für finnischsprachige, wobei die Wahl der Osakunta heutzutage nicht mehr obligatorisch an die geographische Herkunft gebunden ist. Deshalb steht auch ausländischen Austauschstudenten die Wahl „ihrer“ Osakunta frei.
Der Studentenwerksbeitrag wird direkt an die Osakunta entrichtet. Diese übernimmt somit studentenwerkstypische Aufgaben. Jedoch stellen die historisch aus Landsmannschaften hervorgegangene Osakunta mehr dar als nur eine Interessenvertretung der Studierendenschaft. Sie prägt das soziale Angebot für Studenten entscheidend durch ihre studentenfreudlichen Angebote, wie etwa Bars, Discotheken oder auch Restaurants, die exklusiv für Mitglieder von Osakunta sind.

## Aktive Studentnationen in Helsinki
| Nation                        | Gründungsjahr | Acronym |
| ----------------------------- | ------------- | ------- |
| Nylands Nation                | 1643          | NN      |
| Åbo Nation                    | 1643          | ÅN      |
| Östra Finlands Nation         | 1924          | ÖFN     |
| Vasa nation                   | 1908          | VN      |
| Eteläsuomalainen osakunta     | 1908          | ESO     |
| Savolainen osakunta           | 1905          | SavO    |
| Karjalainen Osakunta          | 1905          | KO      |
| Hämäläis-Osakunta             | 1653          | HO      |
| Keskisuomalainen Osakunta     | 1931          | KSO     |
| Kymenlaakson Osakunta         | 1933          | KyO     |
| Varsinaissuomalainen osakunta | 1906          | VSO     |
| Satakuntalainen Osakunta      | 1653          | SatO    |
| Wiipurilainen Osakunta        | 1653          | WiO     |
| Etelä-Pohjalainen Osakunta    | 1908          | EPO     |
| Pohjois-Pohjalainen Osakunta  | 1907          | PPO     |